# ニール・バック

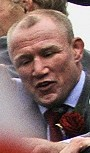
ニール・バック

ニール・バック（Neil Back、1969年1月16日 - ）イングランド、レスター・タイガースでプレーした元イングランド代表のラグビー選手。イングランド代表、レスターの両方でキャプテンを務めた。

## 来歴
イングランド代表として66のキャップを獲得し、4度その中でキャプテンを務め、2003年 ラグビーワールドカップでは優勝も経験している。オープンサイドフランカーとして活躍。現在の職業はラグビーコーチ、結婚し二人の娘がいる。

## プレースタイル
FWとしては世界でも小さな部類（公称では178cm 89kg）に入るが、その豊富な運動量と下にあるボールの働きかけの速さは他の国のフランカーを圧倒するものであった。